# WHL 1968/69
Die Saison 1968/69 war die 17. reguläre Saison der Western Hockey League (WHL). Meister wurden die Vancouver Canucks.

## Teamänderungen
Folgende Änderungen wurden vor Beginn der Saison vorgenommen:
- Die Denver Spurs wurden als Expansionsteam in die Liga aufgenommen.

## Reguläre Saison

### Tabelle
Abkürzungen: GP = Spiele, W = Siege, L = Niederlagen, T = Unentschieden, GF = Erzielte Tore, GA = Gegentore, Pts = Punkte
|                     | GP | W  | L  | T  | GF  | GA  | Pts |
| ------------------- | -- | -- | -- | -- | --- | --- | --- |
| Portland Buckaroos  | 74 | 40 | 18 | 16 | 291 | 201 | 96  |
| Vancouver Canucks   | 74 | 36 | 24 | 14 | 259 | 223 | 86  |
| San Diego Gulls     | 74 | 33 | 29 | 12 | 273 | 260 | 78  |
| Seattle Totems      | 74 | 33 | 30 | 11 | 236 | 238 | 77  |
| Phoenix Roadrunners | 74 | 21 | 41 | 12 | 199 | 282 | 54  |
| Denver Spurs        | 74 | 23 | 44 | 7  | 254 | 308 | 53  |